# Liste des métropoles du Vermont
Cet article donne une Liste des métropoles du Vermont aux États-Unis.
Une région (ou aire) métropolitaine aux États-Unis se définit par une approche fonctionnelle et non comme en Europe par une approche historique. Elle consiste en un noyau de comtés urbanisés auquel sont rattachés d'autres comtés contigus sur des critères basés sur le degré d'intégration économique et social (la région métropolitaine prend le nom de la ou des villes les plus importantes incluses dans ce noyau).
| Rang | Métropole                         | Population recensement 2010 | Aires concernées                                                                                |
| ---- | --------------------------------- | --------------------------- | ----------------------------------------------------------------------------------------------- |
| 1    | Aire métropolitaine de Burlington | 211 261                     | dans le Vermont : les comtés de Chittenden, de Franklin et de Grand Isle                        |
| 2    | Aire métropolitaine de Lebanon    | 174 724                     | dans le New Hampshire : le comté de Grafton dans le Vermont : les comtés de Windsor et d'Orange |